# Josef Gottfried von Riedel

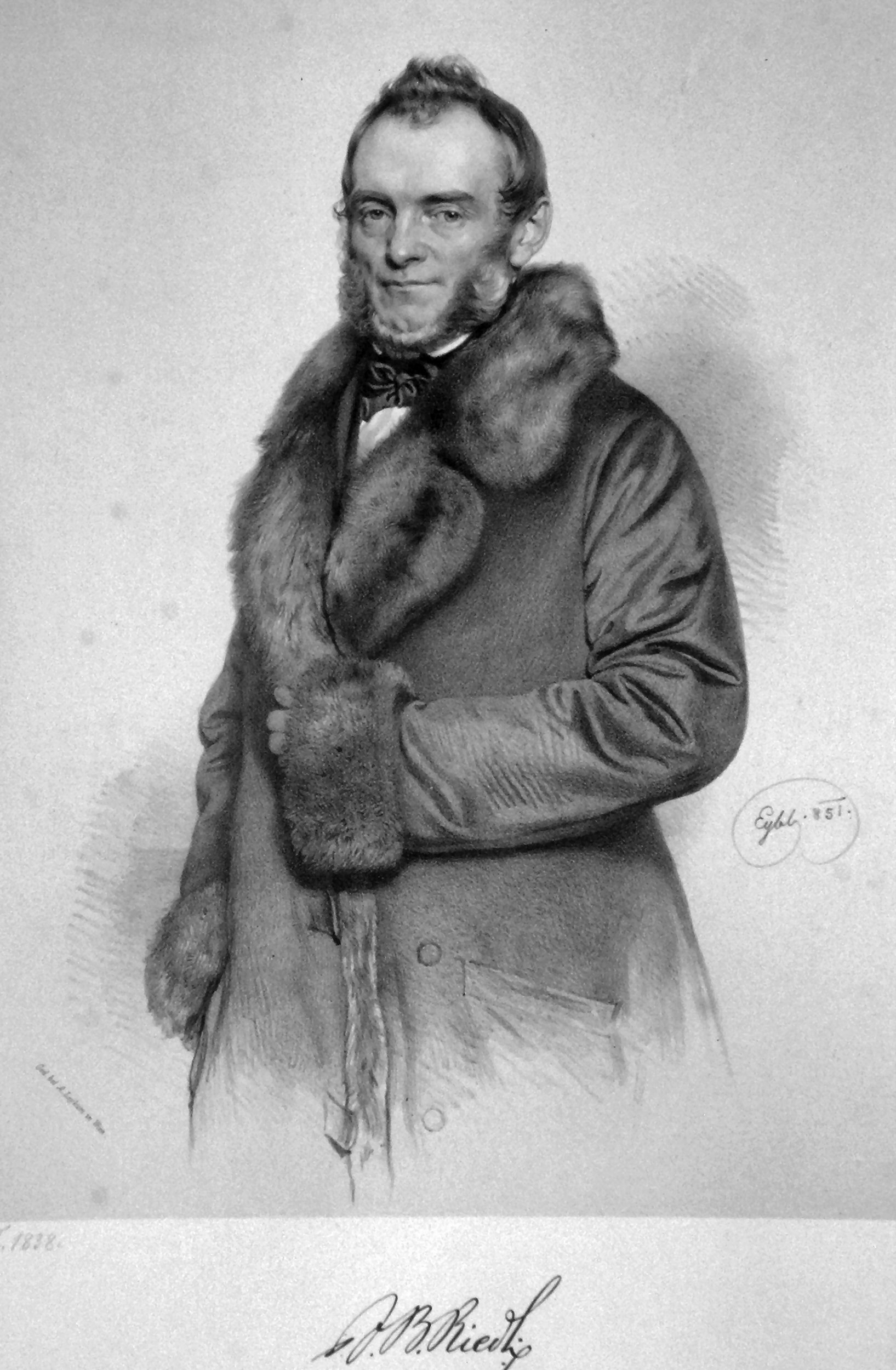
Josef Gottfried von Riedl. Lithographie von Franz Eybl, 1851

Josef Gottfried Riedel, ab 1868 von Riedel (* 17. Januar 1803 in Friedland, Nordböhmen; † 7. November 1870 in Wien), war ein österreichischer Psychiater.

## Leben
Josef Gottfried Riedel, Sohn eines Tuchmachers, war Absolvent der Stadtschule in Friedland sowie des Gymnasiums auf der Prager Kleinseite. Er gab Nachhilfe im Unterricht, um die Kosten zu bestreiten. Riedel studierte, gefördert durch Graf Christian Christoph Clam-Gallas, Philosophie und Medizin an der Karls-Universität Prag, wo er 1830 das Doktorat in Medizin ablegte.
Ab 1829 war er Sekundararzt in der Prager Irrenanstalt im ehemaligen Kloster St. Katharina. 1831 leitete er während einer Epidemie das größte Choleraspital in Lemberg, damals ein Kronland der Monarchie Österreich-Ungarn. 1835 Polizeibezirks- und Zwangsarbeitshausarzt in Prag. 1837 wurde er Primararzt und Direktor der Prager Irrenanstalt. Durch seine Bemühungen wurde sie 1842 vom Allgemeinen Krankenhaus Prag getrennt und erhielt einen von 1839 bis 1846 errichteten Neubau, 1847–1851 auch als supplierender Direktor aller Prager Kranken- und Wohltätigkeitsanstalten tätig. 
1851 erhielt Josef Gottfried Riedel einen Ruf an die Irrenanstalt in Wien, wo er ebenfalls die Neuorganisation und den Neubau veranlasste.
Riedel war Präsident des Verein für Psychiatrie und Neurologie. Er wurde 1859 Regierungsrat, erhielt das Ritterkreuz des Franz Joseph Orden der Eisernen Krone 3. Klasse, welchem 1868 die Erhebung in den erbländischen Ritterstand folgte. Er war außerdem Träger des Commandeurkreuz des Guadeloupe-Orden. 1911 wurde die Riedelgasse in Wien-Hietzing nach ihm benannt.

## Bedeutung
Josef Gottfried von Riedel war ein bedeutender Erneuerer der sog. humanistischen Psychiatrie im Österreich des 19. Jahrhunderts und in Nachbarländern. Infolge seiner fortschrittlichen Einstellung bekämpfte er die zu seiner Zeit üblichen Zwangsmaßnahmen gegenüber den hospitalisierten Patienten, trat stattdessen für eine gezielte Förderung und Beschäftigung der Geisteskranken ein und war ein gesuchter Gutachter. Konsulent bei der Behandlung der Kaiserin von Mexiko (1864–1867) Charlotte von Belgien.

## Familie
Josef Gottfried Ritter von (seit 1868) Riedel, 1833 verehelicht mit Pauline Speer hatte vier Kinder: Marie (* 1835), verehelicht mit Dr. med. A. Duchek; Karoline (* 1836); Johann (* 1839), Dr. med.; und Josephine (* 1842).

## Schriften
- Prag's Irrenanstalt und ihre Leistungen in den Jahren 1827, 1828 und 1829 ... mit 4 eith. Tafeln, Prag Calve 1830 (Dissertation des Verfassers).
- Die asiatische Brechruhr nach den in Galizien gemachten Erfahrungen und Beobachtungen. Prag, Haase Söhne, 1832
- Prags Irrenanstalt. Prag 1837.
- Ärztliche Berichte über die k. k. Irren-Heil- und Pflegeanstalt zu Wien (1858 ff.).